# Johan van Iersel
Johan van Iersel (1972) is een Nederlands cellist.

## Opleiding
Van Iersel studeerde cello aan het Utrechts Conservatorium bij Elias Arizcuren en behaalde in 1995 met onderscheiding zijn diploma uitvoerend musicus. Hij studeerde verder bij Philippe Muller aan het Conservatoire National Supérieur de Musique in Parijs. Ook volgde hij masterclasses bij Heinrich Schiff, Mstislav Rostropovich en Siegfried Palm.

## Prijzen en onderscheidingen
Van Iersel behaalde prijzen bij onder andere het Prinses Christina Concours (1990), het Postbank Sweelinck Concours en het concours van de Stichting Jong Muziektalent Nederland. In 1992 won hij samen met pianist Jeroen Bal de Zilveren Vriendenkrans van de Vereniging Vrienden van het Concertgebouw en het Koninklijk Concertgebouworkest. In 2003 won hij met het Escher Trio (zie onder) de Theodor Roglerprijs op het Internationale ARD-Concours in München. 

## Activiteiten
Sinds 1997 is Van Iersel plaatsvervangend solocellist bij het Koninklijk Concertgebouworkest. Hij is ook actief in de kamermuziek: hij maakt deel uit van EnsembleCaméléon en het Escher Trio met pianist Jeroen Bal en violiste Sonja van Beek. Daarnaast treedt Van Iersel regelmatig op als solist, zoals bv. zijn eigen Koninklijk Concertgebouworkest (in de Symfonie Concertante van Haydn in 1999), het Radio Kamer Orkest en het Residentie Orkest. In 2003 was hij solist tijdens de tournee van het Nederlands Studenten Orkest.

## Instrument
Van Iersel speelt op cello gebouwd door Francesco Ruggieri (Cremona, 1687) uit de collectie van de Stichting Donateurs Koninklijk Concertgebouworkest.